# 北海道国立大学機構
国立大学法人北海道国立大学機構（ほっかいどうこくりつだいがくきこう、英語: Hokkaido National Higher Education and Research System）は、2022年（令和4年）4月1日に設置された日本の国立大学法人 。小樽商科大学、帯広畜産大学及び北見工業大学をそれぞれ運営する3国立大学法人を統合して設置されている。

## 概要
国立大学法人法の一部を改正する法律（令和3年法律第41号）により新たな「国立大学法人北海道国立大学機構」（以下、この記事において「北海道機構」と略する。）が設置されるとともに、「国立大学法人小樽商科大学」・「国立大学法人帯広畜産大学」・「国立大学法人北見工業大学」の3法人は消滅する。北海道機構の本部は、3大学の位置の間を考慮して帯広市に置かれている。
2022年4月1日、本機構の初代理事長に長谷山彰が就任。

## 沿革
| 年   | 事項 |
| ---- | --- |
| 2018 | 5月29日、小樽商科大学、帯広畜産大学、北見工業大学をそれぞれ運営する3国立大学法人の間で、2022年4月に新設の「国立大学法人北海道連合大学機構（仮称）」へ移行し統合することについて、基本合意書を札幌市内で締結。 |
| 2020 | 3月4日に3法人が新たな経営体制や統合後の教育研究の方向性についてまとめた中間報告に基いて、新法人名を「国立大学法人北海道国立大学機構」とし、その本部を帯広市内に置くことで合意。                               |
| 2021 | 新法人の設置根拠となる「国立大学法人法の一部を改正する法律案」が第204回国会で可決され、 5月21日に法律第41号として公布。施行は2022年4月1日。                                                                   |
| 2021 | 「経営統合による新たな国立大学法人の経営方針等について（最終まとめ）」を公表。新法人の理事長については、学外から選ぶことを決定。                                                                              |
| 2021 | 7月、初代理事長候補者の公募を開始 · 。9月3日、初代理事長候補者の公募を締切終了。 |
| 2021 | 10月26日、国立大学法人北海道国立大学機構の初代理事長候補者として、学校法人慶應義塾学事顧問・慶應義塾大学名誉教授（いずれも当時）の長谷山彰が選出される。                                                      |
| 2021 | 12月24日、本機構の理事長になるべき者に長谷山彰を指名する旨の、末松信介文部科学大臣による任命辞令が発せられる。                                                                                                |
| 2022 | 4月1日、国立大学法人北海道国立大学機構が発足。 |

## 組織
＜この節の主な出典：＞
- 役員会[17]
  - 理事長[注釈 2]
  - 大学総括理事 (3人)[19]
- 理事（非常勤 1人）
- 監事（常勤 1人・非常勤 3人）